# Кишечник

Желудочно-кишечный тракт человека

Кише́чник (лат. intestinum) — орган пищеварения и выделения позвоночных животных, включая человека. Находится в брюшной полости.

## Анатомическое строение
Анатомически в кишечнике выделяют следующие сегменты:
- тонкая кишка (лат. intestinum tenue);
- толстая кишка (лат. intestinum crassum).

### Тонкая кишка
Тонкая кишка (intestinum tenue) — отдел пищеварительной системы, расположенный между желудком и толстой кишкой. В тонкой кишке в основном и происходит процесс пищеварения.
Тонкая кишка называется тонкой за то, что её стенки менее толсты и прочны, чем стенки толстой кишки, а также за то, что диаметр её внутреннего просвета, или полости, также меньше диаметра просвета толстой кишки.
В тонкой кишке выделяют следующие отделы:
- двенадцатиперстная кишка (лат. duodenum);
- тощая кишка (лат. jejunum);
- подвздошная кишка (лат. ileum).

### Толстая кишка
Толстая кишка (intestinum crassum) — конечная часть пищеварительного тракта, а именно нижняя часть кишечника, в которой происходит в основном всасывание воды и формирование из пищевой кашицы (химуса) оформленного кала. Стенки толстой кишки толще стенок тонкой за счёт большей толщины мышечного и соединительнотканного слоев. Диаметр её внутреннего просвета, или полости, также больше диаметра внутреннего просвета тонкой кишки. Длина всей толстой кишки колеблется от 1,5 до 2 м. Ширина слепой достигает 7 см, постепенно уменьшается до 4 см у нисходящей ободочной кишки.
Слизистая оболочка толстой кишки лишена ворсинок, но в ней много образованных слизистой оболочкой и подслизистой основой складок полулунной формы, которые располагаются между гаустрами, и значительно большее число крипт, чем в слизистой оболочке тонкой кишки, они крупнее (длина каждой крипты достигает 0,4-0,7 мм), шире.
В толстой кишке выделяют следующие отделы:
- слепая кишка (лат. caecum) с червеобразным отростком (лат. appendix vermiformis);
- ободочная кишка (лат. colon) с её подотделами: восходящая ободочная кишка (лат. colon ascendens), поперечноободочная кишка (лат. colon transversum), нисходящая ободочная кишка (лат. colon descendens), сигмовидная ободочная кишка (лат. colon sigmoideum)
- прямая кишка, (лат. rectum), с широкой частью — ампулой прямой кишки (лат. ampulla recti), и оконечной сужающейся частью — заднепроходным каналом (лат. canalis analis), которая заканчивается анусом (лат. anus).

## Функции
В кишечнике происходит окончательное всасывание упрощённых питательных веществ в кровь. Непереваренные и лишние вещества формируют каловые массы и выходят из организма вместе с кишечными газами. В кишечнике содержится большое количество бактерий, поддерживающих процессы пищеварения, поэтому нарушение микрофлоры (дисбактериоз) влечёт за собой последствия разной тяжести.

## Болезни кишечника
Инфекционные болезни кишечника: амёбиаз, дизентерия, туберкулёз, сифилис и др.
Паразитарные болезни: анкилостомоз, аскаридоз, дифиллоботриоз, кишечные миазы, скарабиаз, трихинеллёз, трихостронгилоидоз, трихоцефалёз, энтеробиоз и др.
Исследование австралийских онкологов показало, что люди, которые проработали сидя более 10 лет, вдвое чаще заболевали раком кишечника. Кроме этого, ученые утверждают, что работа в сидячем состоянии провоцирует увеличение уровня сахара в крови, что также повышает риск развития рака прямой кишки. В результате многолетних исследований в этой отрасли удалось выяснить, что у людей, после десяти лет сидячей работы на 45% чаще обнаруживают рак.

## Нарушение функций
Нарушения функции кишечника обычно проявляются болью, тенезмами, диареей, задержкой стула и др.
- Боль при дефекации наблюдается при воспалительных процессах в околовлагалищной и околоматочной клетчатке, а также при геморрое и парапроктите.

- Постоянная грызущая боль характерна для запущенных форм рака прямой кишки и половых органов.

- Боль, иррадиирующая в прямую кишку, характерна для внематочной беременности.

- Тенезмы отмечаются при острых воспалительных заболеваниях прямой кишки (холера, дизентерия и др.), а также после рентгено- и радиотерапии половых органов.

- Запор нередко является результатом нерационального питания (недостаток растительной пищи) или малоподвижного образа жизни. У женщин в климактерическом периоде запор часто связан с вегетативным неврозом. Запор также наблюдается при кишечных спайках или давлении опухолей матки и придатков на прямую кишку.

- Задержка стула чаще в сочетании с метеоризмом развивается в результате послеоперационного пареза кишок и при гинекологическом перитоните

- Диарея нередко сопровождает воспалительные процессы в области околоматочной клетчатки (параметрит) и брюшины малого таза (пельвеоперитонит). Отмечается при прорыве абсцесса в прямую или сигмовидную кишку, а также при туберкулёзе кишок и придатков матки.